# Jardín Botánico Nacional de Irlanda

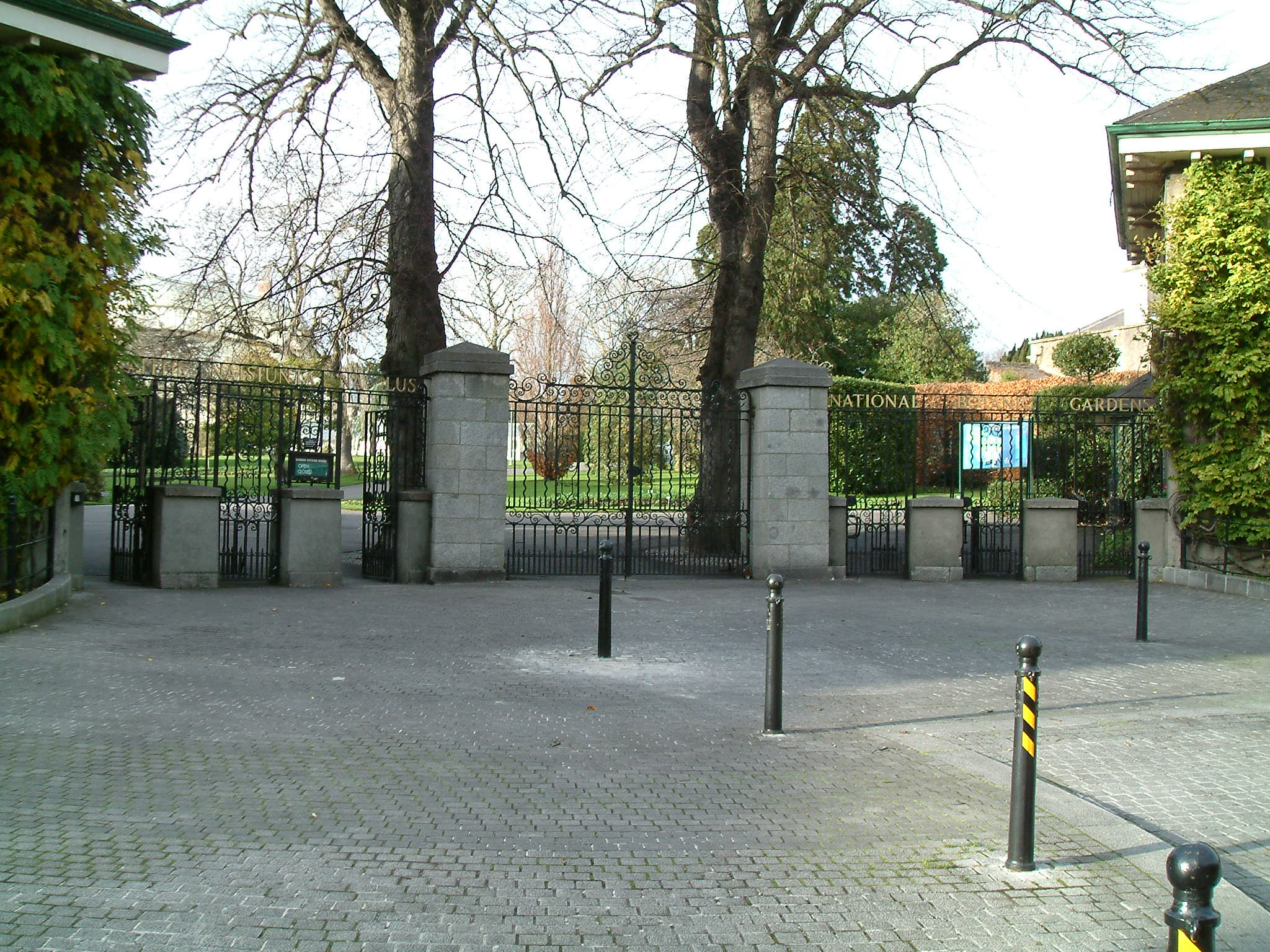
Entrada del Jardín Botánico Nacional de Irlanda.

Los Jardines Botánicos Nacionales de Irlanda en inglés: Irish National Botanic Gardens (irlandés: Garraithe Náisiúnta na Lus) es un jardín botánico de unas 19,5 ha de extensión que se encuentra ubicado en Glasnevin, a unos 5 km al noroeste del centro de Dublín, República de Irlanda. Es miembro del BGCI y presenta trabajos para la Agenda Internacional para la Conservación en los Jardines Botánicos, su código de identificación internacional como institución botánica es DBN.

## Localización
El Irish National Botanic Gardens se encuentra a unos 3,5 km al norte del centro de Dublín, al borde del río Tolka, del que incluye sus riberas, en Botanic Road, Glasnevin, Dublín 9 
Irlanda. 
Se puede llegar en autobús: las líneas 19, 19A, 13, que salen de O'Connell St.
- Promedio anual de lluvia : 724 mm
- Altitud : 20 m s. n. m.
- Teléfono: + 353 1 804 0300

El equipo de este jardín botánico también administra como satélite al Arboretum de Kilmacurragh Kilbride, Condado de Wicklow, un notable centro por sus notables colecciones de coníferas y calcífugas (plantas de suelos calcáreos); se ubica a unos 50 km (30 millas) de Dublín.

## Historia
Estos jardines fueron creados en 1795 por la Royal Dublin Society y crecieron en poco tiempo hasta albergar unas 20.000 plantas vivas y unos millones de especímenes de plantas secas, conteniendo además unas notables estructuras de hierro forjado de los invernaderos. 
Los invernaderos son unas estructuras curvilíneas diseñadas en hierro forjado por el fundidor dublinés Richard Turner a finales del siglo XIX, consta de una parte central de mayor envergadura « Palm House » y alas de menor altura a cada lado del cuerpo central. 

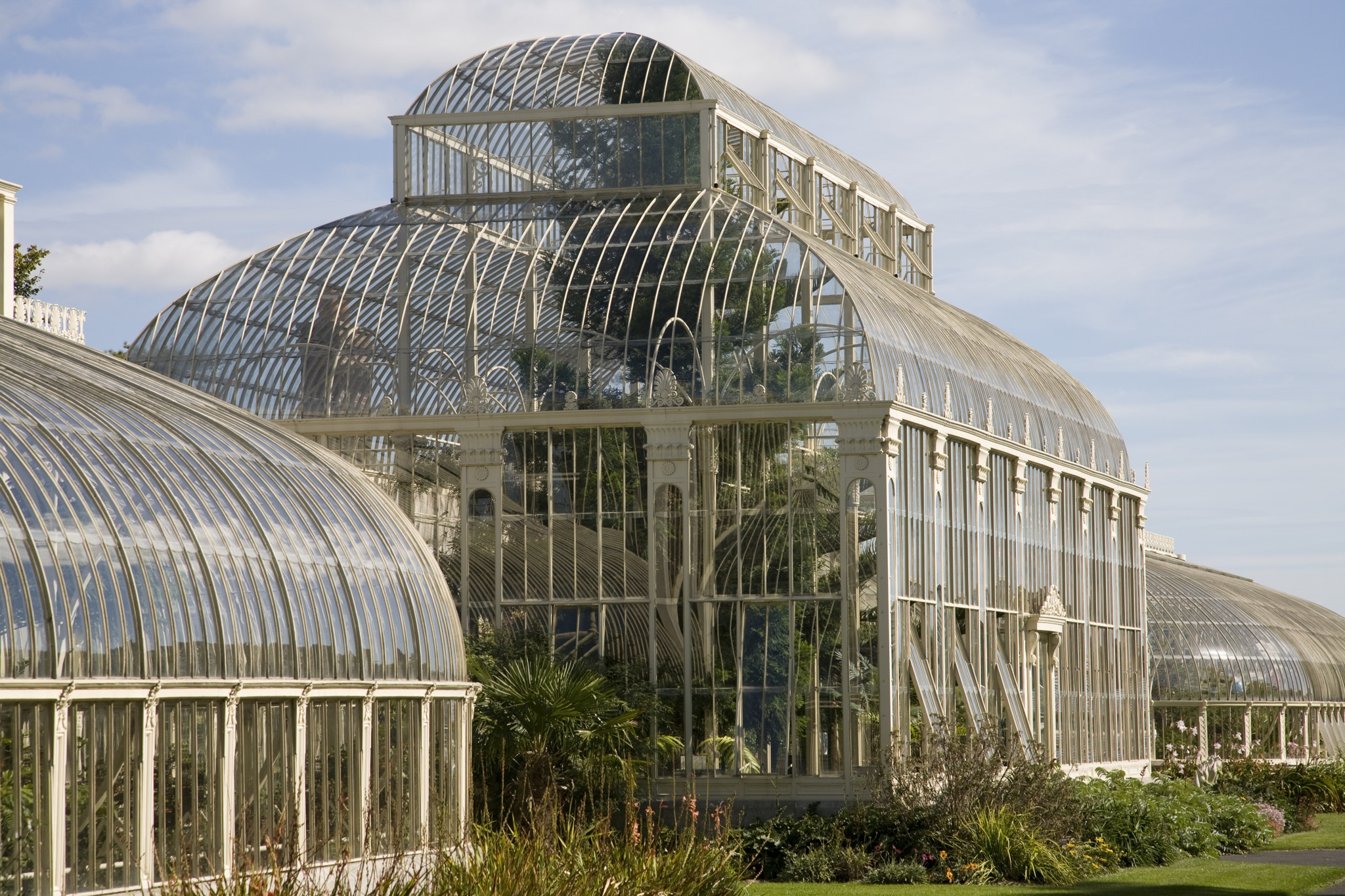
Las estructuras curvilíneas de los invernaderos diseñados por Richard Turner.

Se han restaurado recientemente a finales del siglo XX recibiendo el reconocimiento de « Europa Nostra » con el premio en excelencia por la conservación de la arquitectura original.

## Colecciones
Este jardín botánico alberga unas 15.000 especies de plantas y cultivares de una gran variedad de hábitat procedentes de todo el mundo. 
Las plantas se encuentran agrupadas como:
- Exhibiciones de plantas anuales y de lechos florales, se presentan generalmente haciendo alfombras florales con dibujos geométricos con contrastes de color (Crassulaceae), o bordes florales (Canna, Coleus, Dahlia, Chrysanthemum... ) , o lechos florales (Calendula, Amaranthus, Nasturtium, Lavatera, Tulipa, Paeonia ...)
- Colecciones de los invernaderos, destacando su notable colección de orquídeas entre las que son de reseñar las especies Epidendrum elongatum, Epidendrum crassifolium, Cattleya forbesii y Phaius albus.
- Arboretum de unas 10 ha, Salix, Acer, Arbutus, Quercus, Cupressaceae, destacando una colección de coníferas enanas
- Colección de diferentes biotopos de Irlanda, pantanos, la zona calcárea de los Burren que alberga varios endemismos, con lechos florales de plantas nativas.
- Colección de plantas de China
- Colección de plantas de Nueva Zelanda, con árboles, helechos arborescentes, arbustos, plantas perennes y plantas herbáceas
- Jardín cercado, con una colección de Hydrangeas, Agapanthus, y diversos cultivares de Vitis vinifera, Pyrus, Ribes, Rubus
- Jardín de hierbas
- Plantas de interés económico
- Prados
- Rocalla, con una notable colección de plantas alpinas
- Rosaleda
- Estanque con plantas acuáticas, y de humedales
- Herbario, el « National Herbarium » consta de unas 600.000 plantas desecadas, recolectadas en el jardín a través de sus 2 centurias de historia

## Actividades
La conservación juega un papel muy importante en el jardín botánico, albergando unas 300 especies de plantas amenazadas procedentes de todo el mundo, entre las que se incluyen 6 especies, que actualmente se encuentran extintas en sus medios silvestres naturales. 
Este jardín botánico sirve como centro de investigación y entrenamiento hortícola, incluyendo el cultivo de numerosas y preciadas orquídeas. 